# Belgo Sapiens Brewery
La Brasserie Belgo Sapiens est une entreprise belge située dans la ville de Nivelles en province de Brabant. Elle produit trois gammes de bières : la gamme Belgo Sapiens, la gamme Biolitcs (bio) et la gamme Godet.  
Une particularité de la microbrasserie est le conditionnement en bouteilles mais également en canettes.

## Histoire
En 2011, Damien Demunter et Mathieu Lainé évoquent l'idée de créer leur propre brasserie. Ils concrétisent le projet en 2015 à Nivelles,.
En décembre 2023, Belgo Sapiens s'est associé aux brasseries Brunehaut et Léopold 7 pour fonder la Regenerative Beer Alliance, une nouvelle entité visant à mutualiser leurs moyens de production et commerciaux afin de surmonter les difficultés économiques liées à la pandémie et à la hausse des coûts énergétiques, tout en favorisant un approvisionnement en orge bio régénérative et en houblon belge.

## Bières
La brasserie a trois gammes de bières habituelles auxquelles s'ajoutent des productions éphémères. 

### La gamme Belgo Sapiens
La gamme initiale de la brasserie comprend la Polarius une premium lager, qui est une bière blonde de style belge et allemand, laa Blanche de Thines, une bière blanche, la  Colonel Barch, une bière ambrée et la P'tit Granit, une bière légère. 

### La gamme Cheval Godet
Après deux ans d'activité, la brasserie sort une gamme plus proche de la ville de Nivelles et en rapport avec son folklore, il s'agit de la « Cheval Godet ».
Cette gamme comprend la Godet Triple, la Godet Double, la Godet Winter et la Godet Solarius (collaboration avec les Vignobles du Chapitre). 

### La game Biolithics
Cette gamme est la gamme bio de la brasserie. Elle comprend la Pils Dry Hopped, une bière blonde, la Saison Dry Hopped, une  saison, la West coast IPA dry hopped, l'IPA de la gamme, et la Rosée.